# Pterocles senegallus
La ganga moteada (Pterocles senegallus) es una especie de ave pteroclidiforme de la familia Pteroclididae que vive en las regiones áridas del norte de África y su extremo oriental y el suroeste de Asia. Es un ave diurna y gregaria de hábitos terrestres que suele buscar alimento en pequeñas bandadas. Se alimenta de semillas y demás materia vegetal que encuentra en el suelo y suele volar una vez al día hasta alguna fuente de agua. En la época de cría las parejas anidan alejadas unas de otras y suelen poner sus huevos en alguna pequeña depresión en el suelo rocoso. Sus polluelos abandonan el nido poco después de la eclosión, y se alimentan de semillas. El agua que necesitan los polluelos se la proporcionan sus padres empapando las plumas de su vientre en las charcas y volando hasta donde están escondidos. La ganga moteada está clasificada como especie bajo preocupación menor en la lista roja de la Unión Internacional para la Conservación de la Naturaleza.

## Descripción

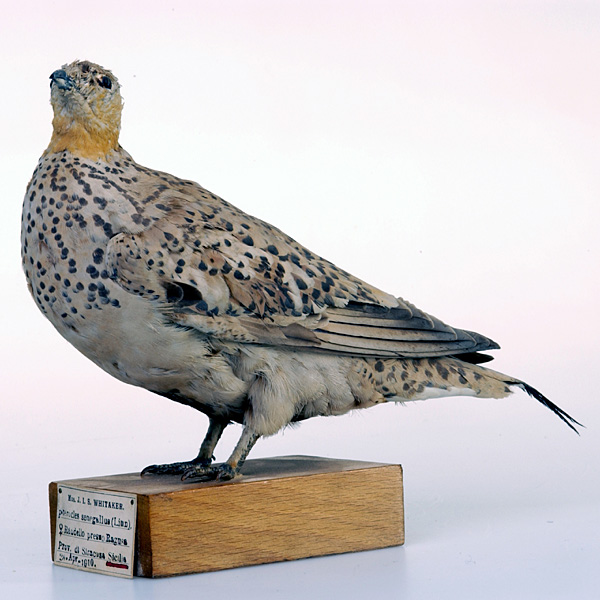
Hembra disecada.

La ganga moteada alcanza una longitud de unos 33 cm. Su plumaje es predominantemente pardo grisáceo claro con moteado negruzco variable en las partes superiores. Sus mejillas y garganta son anaranjadas, su pecho es grisáceo, su bajo vientre es oscuro, al igual que su cola y sus plumas de vuelo, salvo las primarias que son claras con bordes oscuros, una característica que la diferencia de la ganga coronada (Pterocles coronatus) cuyas primarias son oscuras por completo. La hembra tiene un plumaje similar aunque de tonos algo más apagados y con monteado menos denso. Ambos sexos tienen las plumas centrales de la cola largas pero no tanto como las de la ganga ibérica (Pterocles alchata). Cuando están en vuelo es visible la banda oscura de su vientre.

## Distribución y hábitat

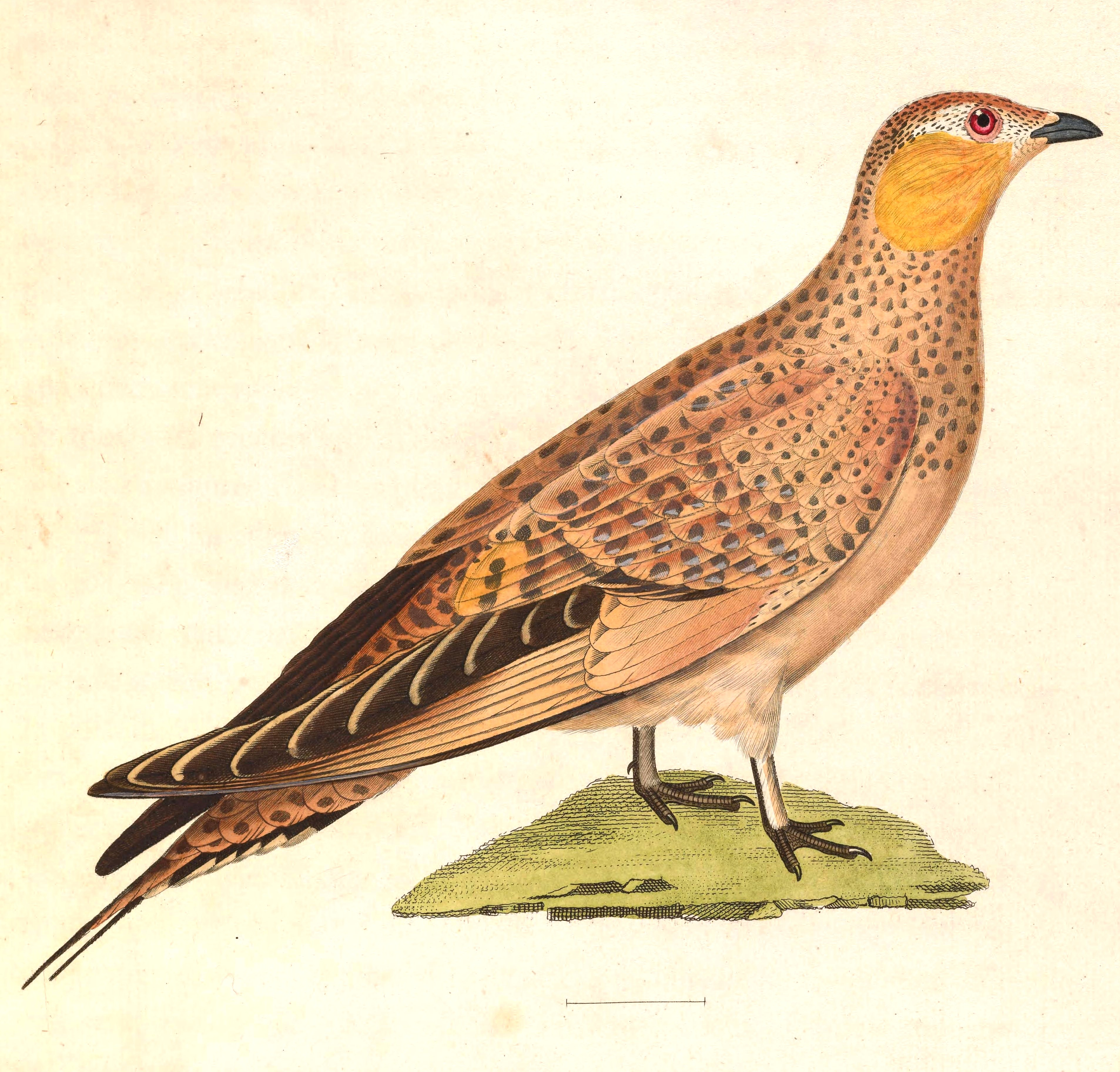
Hembra de ganga moteada.

La ganga moteada se encuentra en el norte de África, incluido el Cuerno de África, y Oriente Medio hasta el este de la India. En África se extiende por Marruecos, Argelia, Túnez, Libia, Sudán, Egipto, Eritrea, Somalía, Etiopía, Yibuti, Mali, Mauritania, Chad y Níger. En Oriente Medio se encuentra en Omán, Arabia Saudí, Israel, Jordania, Siria, Irán, Irak, Afganistán y Pakistán llegando hasta el noroeste de India. Se ha registrado como divagante en Italia, Emiratos Árabes Unidos y Turquía. Habita en parajes desérticos y semidesérticos, siendo una especie sedentaria principalmente que realiza desplazamientos locales. El tamaño de su población no se ha establecido exactamente pero parece estable y es un ave común en la mayor parte de su área de distribución. Está clasificada como especie bajo preocupación menor en la Lista Roja de la UICN.

## Comportamiento
La ganga moteada vuela velozmente y con aleteos rápidos. Su canto es un musical "quiito-quiito" que la distingue de las otras especies de gangas que tienen el plumaje similar.
La ganga moteada es un ave de hábitos terrestres que se alimenta de semillas y otra materia vegetal que encuentra en el suelo de su seco hábitat. Durante la época de cría las parejas son solitarias pero el resto del año es gregaria. Las bandadas se desplazan en busca de alimento a zonas donde la lluvia haya provocado el reverdecimiento de la vegetación. En el Sahara la ganga moteada es particularmente aficionada a una especie de Euphorbia y se concentran en torno a ellas hasta que sus hojas empiezan a secarse, tras lo cual las gangas vuelven a su dieta normal de semillas. Estas son abundantes en el suelo del desierto y permanecen en estado de dormancia hasta que se producen las lluvias. Son aves muy cautelosas y se espantan con facilidad. Su principal enemigo natural es el halcón borní que vuela rasante para evitar ser avistada y sorprende a las aves distraídas en el suelo. La estrategia de la ganga moteada es que en la bandada suela haber un ave volando alto y que dé una llamada de alarma en cuanto aviste al halcón para que el resto de gangas se queden inmóviles. Su camuflaje es tan bueno que las rapaces no las detectan cuando están quietas. Las gangas necesitan hacer un viaje diario para beber agua, que puede estar a muchos kilómetros de su zonas de alimentación. Suelen aterrizar a corta distancia del agua y mantienen allí también un sistema de centinelas, ya que en las cercanías de las charcas además de los halcones pueden rondar mamíferos depredadores. Cuando todo está tranquilo otra distintiva llamada del centinela envía a todos los demás hacia la charca donde toman la cantidad de agua que necesitan diariamente en unos quince segundos.
El viaje a la charca suele realizarse al amanecer cuando el aire está fresco. Después cuando la temperatura del aire alcanza hasta los 50 °C, las gangas permanecen inactivas y tienen la capacidad de incrementar su aislamiento térmico cuando la temperatura del aire sobrepasa la de su cuerpo. Cuando la temperatura es muy alta también recurren a los jadeos guturales con la boca abierta para refrescarse. Por la noche se unen varias bandadas y se adentran volando en el desierto rocoso lejos de cualquier vegetación. Cada ganga escarba un pequeño hoyo para dormir. No hay jerbos ni otros pequeños mamíferos en parajes tan yermos y alejados por los que no rondan los zorros o los chacales por la noche por lo que pueden dormir sin peligro.

## Ciclo vital

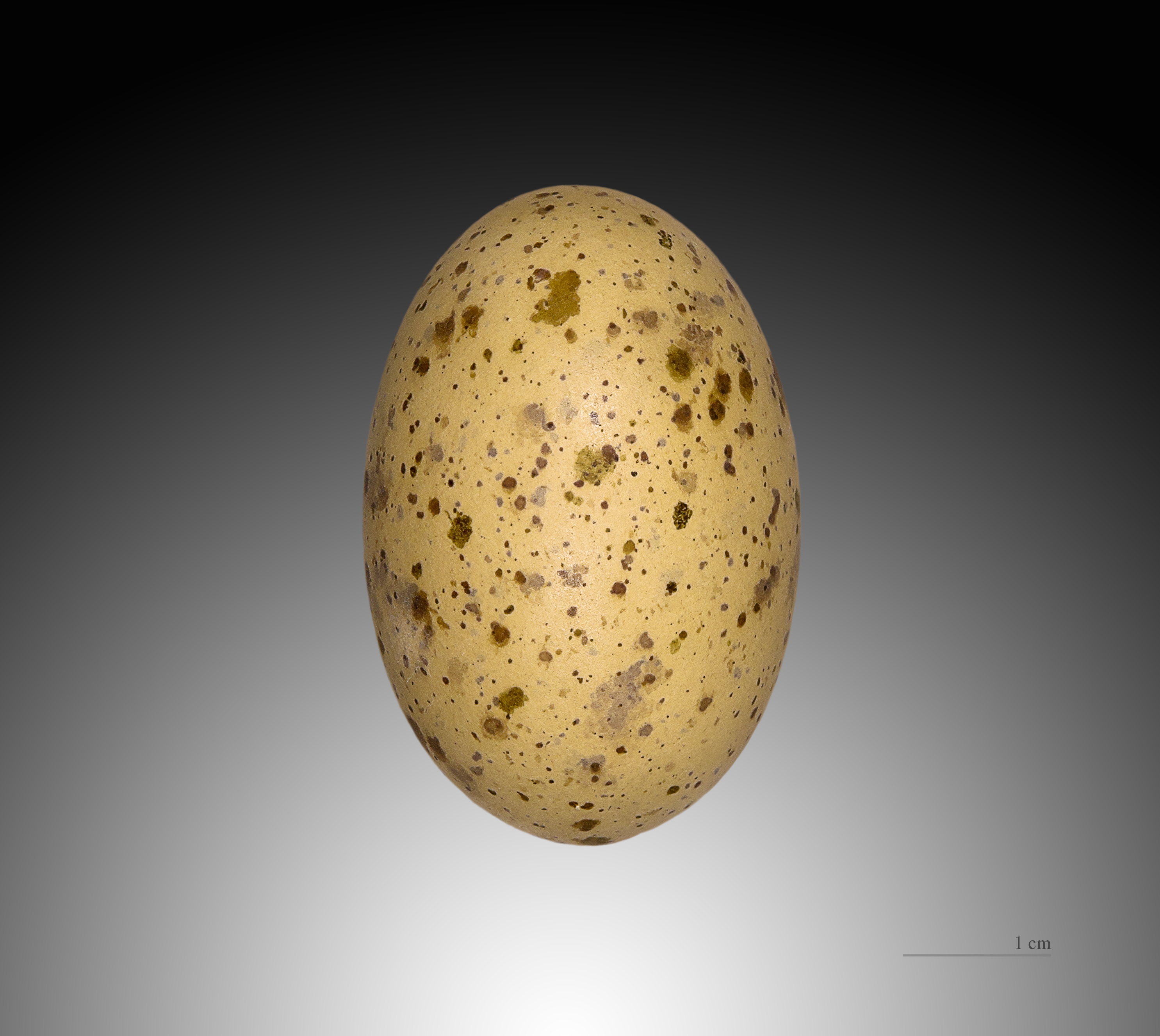
Huevo de ganga moteada.

En el Sahara la reproducción tiene lugar en la época más calurosa del verano en los desiertos planos y rocosos. Una vez elegido el lugar de anidamiento la hembra excava varios hoyos de prueba antes de elegir uno de ellos. El principal criterio de elección parece ser la naturaleza porosa de la roca del suelo. La roca esponjosa se calienta menos con el sol y proporciona frescor al nido. También son deseables una o dos piedras grandes cercanas, elegidas porque su densa estructura atrae el rocío por la noche, la humedad escurre al suelo poroso y también ayuda a mantener el nido fresco por el día. El nido se construye en una ligera depresión del terreno sin ningún tipo de recubrimiento, donde ponen dos huevos, ocasionalmente tres. Los huevos tienen forma oval alargada y son de color crema con motas grises y pardas. Su coloración hace que sea difícil distinguirlos de los guijarros que los rodean. Ambos progenitores incuban los huevos y su plumaje críptico los hace casi invisibles cuando están tumbados en el nido. Los huevos suelen eclosionar a los 20 días.
Los polluelos salen del huevo cubiertos de plumón y bastante desarrollados. Poco después de la eclosión la hembra los conduce a uno de los muchos wadis que surcan las llanuras y allí les enseña a alimentarse picoteando semillas. A las cuatro o cinco semanas se han desarrollado y son capaces de volar. Entre tanto el macho está adaptado para solucionar el problema de suministrarles agua mediante el plumón absorbente de su vientre. Mientras está en la charca sumerge las plumas de su parte inferior en el agua para empaparlas y pueden absorber suficiente agua para que los polluelos beban la suficiente cantidad para aguantar hasta el siguiente día. Al abandonar la charca con sus plumas cargadas de agua los machos emiten un sonido alto y agudo de tipo "quiit - quiit - quiit". Cuando la hembra y los polluelos oyen que se aproxima contestan a sus llamadas, por lo que el macho puede encontrar a su familia incluso si se han movido del nido. A su llegada se estira erguido y extiende sus alas, mostrando las plumas empapadas de su vientre. Esta es la señal para que los polluelos se acerquen y beban el líquido que retienen las plumas.
Ante cualquier amenaza los polluelos se agazapan bajo cualquier planta u otra cobertura disponible, y su moteado pardo funde su figura con el suelo del desierto. Los padres son muy vigilantes en defensa de su familia. Si se acerca un chacal uno de los adultos da un grito de alarma y todos se aguachan y se quedan inmóviles. Generalmente el enemigo no consigue darse cuenta de su presencia y pasa de largo. Si se aproxima demasiado alguno de los padres intenta desviar su atención aleteando en el suelo fingiendo estar herido e indefenso. Cuando el chacal se acerca a él el adulto se «recupera» y se aleja volando. Al cabo de tres o cuatro días los polluelos ya pueden quedarse solos mientras ambos progenitores visitan la charca de agua y los polluelos los guían a su regreso con gritos de tipo "quiit - quiit".